# 烙印勇士：千年帝國之鷹篇 喪失花之章
《烙印勇士 千年帝國之鷹篇 喪失花之章》是一款由Yuke's Media Creations制作、Eidos Interactive发行的动作游戏。游戏于1999年12月在Dreamcast发行。
游戏与《莎木》的发行时间相近。游戏由于快速反应事件而闻名。
在发行之时，《Fami通》给予本游戏30/40的分数。